# Radio Rebelde
Radio Rebelde es una emisora de radio cubana fundada el 24 de febrero de 1958, por el comandante cubano-argentino Ernesto Che Guevara, en el sitio Pata de la Mesa (donde se encontraba la comandancia del Che), ubicado en Altos de Conrado, en la Sierra Maestra, la provincia más oriental de Cuba.

## Antecedentes
En 1957, a pocos meses de iniciada la lucha armada, el Che Guevara solicita al Movimiento 26 de Julio el envío de los equipos necesarios para instalar una emisora radial en la Sierra Maestra. Se dirige a todos los compañeros que iban al llano para pedirles que recabaran el pronto envío de la planta.
Por intermedio de Ciro del Río, miembro del Movimiento 26 de julio, Eduardo Fernández, técnico de radio y miembro del movimiento en Bayamo se entrevista con el Che el 4 o 5 de enero de 1958.
El Che, luego de escuchar su idea de construir un equipo de radio, lo pone en contacto con el movimiento para que le ayuden a conseguir las piezas para ejecutar el proyecto. Luego, Eduardo Fernández se entrevista con René Ramos Latour en Santiago de Cuba. Se determina por un problema de tiempo, conseguir un equipo nuevo en La Habana.
El día 16 de febrero de 1958, la planta transmisora llega a la comandancia del Che en La Mesa, traída por varios compañeros, al frente de los cuales venía el que habría de ser después el alma de la planta, el jefe técnico de Radio Rebelde, comandante Eduardo Fernández.
El equipo era un transmisor de la marca Collins, modelo 32V-2, de mediana potencia, unos 120-130 watts. La planta eléctrica era de la marca Onan, de un kilovatio de potencia, se utilizó para alimentar el transmisor, un tocadiscos y un bombillo.

## Inicio de las transmisiones
El 24 de febrero de 1958, se realizó la primera transmisión oficial desde la casa de Conrado, campesino miembro del Partido Socialista Popular y colaborador del Ejército Rebelde, situada un poco más abajo del Alto que lleva el nombre de este campesino, y que es un montículo que sobresale en la línea de la Maestra.
Luis Orlando Rodríguez es nombrado director de Radio Rebelde, y Orestes Valera y Ricardo Martínez locutores.
La primera transmisión duró alrededor de 20 minutos. Abrió con el himno invasor, y después la identificación. Se hizo mención a los compañeros muertos en el combate de Pino del Agua, algunas acciones, escaramuzas y emboscadas de la columna del Che y se lee un editorial dedicado a la fecha del 24 de febrero de 1895. También se anuncia una conferencia titulada “sanidad en la Sierra Maestra”, que sería ofrecida por el doctor Julio Martínez Páez, cirujano jefe del cuerpo médico del ejército rebelde, y se hizo un comentario sobre el surgimiento de Radio Rebelde, como órgano oficial del movimiento revolucionario 26 de Julio.
El programa se radiaba a las 5 de la tarde y a las 9 de la noche; y se transmitía en la banda de 20 metros, que se utiliza para comunicaciones más bien de larga distancia, por lo que en los territorios más cercanos no se escuchaba la transmisión.
Se sigue trabajando en la estación para mejorar su eficiencia, se construye otra antena, y de esta forma se comienza a trabajar en las bandas de 40 y la de 20 metros.
El 15 de abril, Fidel Castro realiza su primera alocución por Radio Rebelde, lleva el estímulo y el aliento a los combatientes no solo de la sierra, que ya conocen las noticias del fracaso de la huelga de abril, sino al llano que ha padecido directamente ese revés. Y expone que hay que redoblar los esfuerzos contra la tiranía, y que es ahora cuando hay que ser más fuertes y más firmes.
Con su clara visión, Fidel señala que vendría una gran ofensiva de la tiranía contra la Sierra Maestra y había que empezar a tomar medidas para rechazarla.

## Línea editorial
En uno de sus primeros comentarios, la nueva emisora definiría su línea editorial: Radio Rebelde surge para contribuir a la orientación necesaria y útil del pueblo en esta hora decisiva de la patria, para dar a conocer la intención verdadera de esta lucha y fomentar y practicar la virtud donde quiera que se le encuentre. Y para juntar y amar y vivir en la pasión de la verdad como dijera José Martí.
La trascendencia histórica de la salida al aire de Radio Rebelde el 24 de febrero de 1958 radica, precisamente, en que dio la posibilidad de transmitir el mensaje de la revolución cubana diariamente a las masas, que se conociera la verdad y la presencia del ejército rebelde en la Sierra Maestra, además, que se utilizara como medio de comunicación entre los diferentes frentes guerrilleros. Todo ello, en condiciones sumamente difíciles, si se tiene en cuenta que los medios de comunicación masivos formaban parte de la estructura de dominación neocolonial impuesta por el imperialismo estadounidense y reforzado por la tiranía batistiana.
Con la creación de Radio Rebelde, el Che Guevara proseguía los esfuerzos por divulgar las ideas revolucionarias, iniciados con el pequeño periódico El Cubano Libre, así denominado en honor del ejército mambí. A su vez, estos medios de propaganda revolucionaria, surgidos en territorio rebelde, continuaban la senda de las publicaciones clandestinas que a partir de El Acusador, La historia me absolverá, y los manifiestos número 1 y 2 del Movimiento 26 de Julio, concretaban el principio sostenido por Fidel de esclarecer, orientar y movilizar a las masas, ante todo diciéndoles la verdad.

## Traslado de la planta de radio
Sobre los días 16 y 17 de abril por instrucciones de Fidel Castro Radio Rebelde se traslada hacia la región de La Plata, porque allí se hallaba en una zona distante de donde estaba el grueso del ejército rebelde. En los trece días siguientes se realiza el traslado y la instalación de la planta de radio.
El traslado de la emisora es una de las medidas que Fidel empieza a tomar para rechazar la ofensiva y tener un medio directo de comunicación con el pueblo deCuba.
El primer programa desde el nuevo punto se transmitió el 1 de mayo y a partir de ese momento Radio Rebelde anuncia cada movimiento de las fuerzas enemigas antes de iniciarse la ofensiva con la que el régimen pretende destruir al Ejército Rebelde.
Durante la ofensiva de la tiranía batistiana, la emisora se convierte en un punto estratégico que el enemigo trata de interferir y localizar, pues se había convertido en un medio de difusión de un impacto tremendo. Se bombardeaba mucho; pero nunca pudieron tocar el lugar exacto de la estación.

## Rebelde multiplicada
El radio de acción de esta emisora se amplió enormemente con la salida al aire, de su planta central 8, II Frente Oriental “Frank País” (8SF) que operaba Celestino Pérez. Posteriormente, varias de las columnas del II Frente organizaron sus plantas de radio; hasta llegar a la cifra de 18 que estaban en sintonía con Radio Rebelde.
Por iniciativa de Eduardo Fernández, Fidel Castro autoriza que se repare una planta que estaba rota y se envíe al Tercer Frente Oriental comandado por el comandante Juan Almeida. De esta forma en La Lata donde estaba la comandancia se instala la planta identificada como Columna 3 Radio 2 (C-3-R-2), y a mediados de octubre de 1958 comienza a transmitir.
Ya en esta época, el ámbito de Radio Rebelde abarcaba todo el continente. Numerosas emisoras comerciales retransmitían los programas y las informaciones de Radio Rebelde: Radio Continente y Radio Rumbo de Venezuela, Radio Caracol de Colombia a través de sus plantas; Nuevo Mundo de Bogotá, La Voz del Caucade Medellín y La Voz de Antiquioquía; LR1 Radio El Mundo de Argentina, y su cadena de emisoras en América del Sur, que incluye países como Uruguay, Brasil,Perú, Chile y Paraguay; WKVM de Puerto Rico; Radio América de Honduras.
De esta forma todas las emisoras que salían se incorporaban a los programas de Radio Rebelde y los retransmitían tanto en Cuba como en el extranjero. Así se pudo burlar las interferencias que hacía el enemigo y salir por muchas emisoras a la vez.
El 20 de noviembre de 1958, después de iniciada la contraofensiva guerrillera, Radio Rebelde baja al llano, se traslada para la zona de La Miel- El Podrío. Transcurridos 10 o 15 días, Fidel Castro ordena trasladar la estación para las Minas de Charco Redondo.
El 4 de diciembre sale al aire por primera vez la planta de la Columna 8 “Ciro Redondo”, que bajo el mando del comandante Che Guevara operaba desde Las Villas. Unos días después, el 7 de diciembre sale al aire la planta de la Columna 2 “Antonio Maceo” comandada por el comandante Camilo Cienfuegos, desde la zona norte de la provincia de Las Villas. De esta manera el Ejército Rebelde alcanza la cifra de 32 plantas de radio en todos los frentes de combate.
Allí en las Minas de Charco Redondo, se reorganiza nuevamente la radio. Al ponerle nuevas siglas a todas las estaciones, darles nombres de acuerdo con el de su columna. Se establecieron los horarios de transmisión de cada una y las frecuencias, además había que reportar al final de los programas. Radio Rebelde salía en 7 400 kilociclos y 7 380 kilociclos.
El 29 de diciembre, en la noche, después de las transmisiones, Radio Rebelde se traslada para Palma Soriano. Se instala en una casa en la calle Aguilera n.º 201, esquina Quintín Banderas.
Desde este lugar, el 1 de enero de 1959, a través de Radio Rebelde, Fidel Castro les da instrucciones a todos los comandantes del ejército rebelde y al pueblo.
Al concluir la guerra eran 32 las estaciones existentes en los diferentes frentes de combate, que junto a su planta matriz en la Sierra Maestra, formaron la Cadena de la Libertad, algunas de estas estaciones fueron construidas por radioaficionados.

## Actualidad
La emisora mantiene su señal las 24 horas por AM, FM y Onda Corta. Su perfil es esencialmente informativo. Aun cuando un porcentaje significativo se dedica a eventos deportivos nacionales e internacionales, se complementa con una amplia programación variada en la que están presentes la música y la cultura general.
También emite señales codificadas comúnmente llamadas "Number stations", utilizando Digital Redundant File Transfer (DRFT) durante horarios y frecuencias específicas. Actualmente se la identifica como HM01.
Consta de cobertura total en todo el país, Centroamérica, parte de América del norte, el Caribe y parte de América del Sur.

## Programación
- Frecuencia total
- Noticiero nacional de radio
- Visión
- Así
- Música viva
- Estaciones
- A esta hora
- Haciendo radio
- MB Caribe
- Siempre en domingo